# Landesnaturschutzverband Baden-Württemberg
Der Landesnaturschutzverband Baden-Württemberg e. V. (LNV) ist eine deutsche nichtstaatliche Dachorganisation, die sich dem Natur-, Umwelt- und Landschaftsschutz in Baden-Württemberg widmet. Er ist der vom Land Baden-Württemberg anerkannte Dachverband vieler Naturschutzorganisationen mit 33 Mitgliedsverbänden, die ca. 540.000 Einzelmitglieder vertreten (Stand April 2019). Der LNV ist anerkannte Naturschutzvereinigung nach § 3 Absatz 1 Umwelt-Rechtsbehelfsgesetz (UmwRG) und Mitglied im Deutschen Naturschutzring (DNR).

## Geschichte
Die Organisation wurde 1971 als „Aktionsgemeinschaft Natur- und Umweltschutz Baden-Württemberg e. V.“ gegründet und 1976 vom Land Baden-Württemberg als Dachverband nach dem Landesnaturschutzgesetz anerkannt. Die Anerkennung als Naturschutzverband nach dem Bundesnaturschutzgesetz (BNatSchG) erfolgte 1978. Als anerkannte Naturschutzvereinigung stehen dem LNV besondere Mitwirkungs- und Klagerechte (§ 63 BNatSchG, § 49 Landesnaturschutzgesetz (NatSchG) und § 2 Umwelt-Rechtsbehelfsgesetz (UmwRG)) bei Eingriffen in den Naturhaushalt zu. Seit 1997 führt die Aktionsgemeinschaft den Namen „Landesnaturschutzverband Baden-Württemberg e. V.“ und ist unter diesem Namen im Vereinsregister Stuttgart eingetragen.
1999 wurden grundsätzliche Meinungsverschiedenheiten der Naturschutzverbände BUND und NABU und weiterer Mitgliedsverbänden im LNV deutlich, die aus Sicht von der beiden Verbände ihre Eigeninteressen vertreten und diese den gemeinnützigen Umweltschutzzielen überordnen würden. Daraufhin erklärte der Naturschutzbund (NABU Baden-Württemberg) seinen Austritt. Der Bund für Umwelt und Naturschutz (BUND Baden-Württemberg) und der Landesverband des Verkehrsclub Deutschland (VCD) folgten im Jahr 2000 nach. Sowohl auf Landes- als auch auf regionaler Ebene und in den LNV-Arbeitskreisen in den Stadt- und Landkreisen wird jedoch eine enge Zusammenarbeit gepflegt.
Vorsitzender ist seit dem 16. Mai 2015 Gerhard Bronner.

## Ziele und Aufgaben
Satzungsgemäße Aufgabe des LNV ist die Förderung des Natur-, Umwelt- und Landschaftsschutzes. Der LNV ist parteipolitisch neutral. Er bekennt sich zum Leitbild einer dauerhaft nachhaltigen, umweltgerechten Entwicklung, wie es die Vereinten Nationen in ihrem Aktionsprogramm Agenda 21 zur Nachhaltigkeit 1992 in Rio de Janeiro verabschiedet haben. Auf Grundlage seiner gesetzlichen Anhörungsrechte wird er an Planungen und anderen Vorhaben der Behörden beteiligt und nimmt Stellung zu geplanten Eingriffen, die Natur, Umwelt und Landschaft beeinflussen können. Der LNV vertritt die Belange des Natur-, Umwelt- und Landschaftsschutzes gegenüber Behörden und Privatleuten, weist auf Missstände hin, pocht auf die Einhaltung des Naturschutz- und Umweltrechts sowie von Nachhaltigkeitskriterien und macht konstruktive Vorschläge für Verbesserungen. Zu den wichtigen Aufgaben des LNV gehört es, die Stellungnahmen seiner Mitglieder zu koordinieren.
Inhaltlich richtet sich die Arbeit des LNV nach den „Positionen zum Natur- und Umweltschutz“, die im Jahr 2013 von der LNV-Mitgliederversammlung einstimmig verabschiedet wurden.
Die Tätigkeit des LNV und die bearbeiteten Aufgaben werden regelmäßig in einem LNV-Jahresbericht zusammengestellt.

## Mitglieder
Im LNV sind unter anderem der Deutsche Alpenverein (DAV) Landesverband Baden-Württemberg, der Schwarzwaldverein, der Schwäbische Albverein, die Touristenverein Die Naturfreunde Baden-Württemberg sowie der Landesjagdverband und der Landesfischereiverband Baden-Württemberg Mitglied. Andere Mitgliedsverbände befassen sich mit einem bestimmen Themengebiet, wie etwa die Arbeitsgemeinschaft Fledermausschutz, die Luchsinitiative BW oder Arbeitskreis Heimische Orchideen. Etliche weitere Mitglieder sind regional arbeitende und kleinere Vereine. Insgesamt sind laut eigener Angaben im LNV 33 Vereine mit rund 540.000 Mitgliedern zusammengeschlossen (Stand 2019).
Seit 2017 können natürliche und juristische Personen Fördermitglied beim LNV werden.

## Themen und Verbandsarbeit
Der LNV legt neben den allgemeinen Arbeitsschwerpunkten regelmäßig Schwerpunktthemen fest, die vertiefend bearbeitet und durch entsprechende (politische) Aufklärungsarbeit verstärkt in den Fokus der Öffentlichkeit gerückt werden sollen. Aktuell sind dies die Themen Artenschutz, Bildung für nachhaltige Entwicklung (BNE) – besonders die naturkundliche Bildung in den Schulen – und eine Reduzierung des Flächenverbrauchs für Siedlung und Verkehr.
Zu den Erfolgen der politischen LNV-Arbeit auf Landesebene zählen unter anderem die fast flächendeckend eingeführten Landschaftserhaltungsverbände (LEV), die für eine qualifizierte Betreuung von Schutzgebieten und Biotopen sorgen; eine Neuausrichtung der Flurneuordnung in Baden-Württemberg, die den ökologischen Mehrwert als erklärtes Ziel hat und sich nicht mehr nur an einer Produktionsoptimierung der Landwirtschaft orientiert; oder die stärkere Beachtung von innerörtlichen Brachen und Leerständen beim Wohnungs- und Gewerbebau und damit weniger Flächenversiegelung.
Der Schwerpunkt der LNV-Arbeit auf regionaler und lokaler Ebene liegt in der Naturschutzarbeit „vor Ort“ und in deren Koordination. Beispiele sind die Erarbeitung von gemeinsamen Stellungnahmen der Naturschutzvereine zu Planungs- und Zulassungsverfahren im Rahmen der Öffentlichkeitsbeteiligung oder durch Gespräche mit Lokalpolitikern durch die Mitglieder der LNV-Arbeitskreise.
Als regelmäßige Publikation gibt der LNV den monatlichen LNV-Infobrief mit Informationen aus dem Naturschutz und dem LNV speziell für Baden-Württemberg heraus. Im November 2016 erschien die 6. Auflage des „Taschenbuch des Naturschutzes“, das die wichtigsten rechtlichen Bestimmungen für den Naturschutz in Baden-Württemberg zusammenfasst. Der LNV ist Veranstalter des jährlichen Zukunftsforum Naturschutz, das aktuelle Natur- und Umweltschutzthemen aufgreift und vor Vertretern aus Politik, Verwaltung, Wissenschaft, ehrenamtlichem Naturschutz und weiteren Interessierten erörtert.
2004 führte der LNV ein sogenanntes „Leistungsabzeichens Natur“ ein, das an Leistungsabzeichen aus anderen Bereichen anschließt. Die Idee bestand laut LNV darin „der Kenntnis von Pflanzen, Tieren, Fossilien, Mineralien, Himmelskörper, von Heimat und Landschaft durch die Verleihung eines hübschen Abzeichens größere Wertschätzung“ beizumessen. Es sollte im Rahmen der Umweltbildung an Kinder nach der Teilnahme an geeigneten Veranstaltungen von Naturschutzverbänden und Behörden oder anderen Institutionen (Naturschutzzentren, Forstämter, Museen) das Leistungsabzeichen verliehen werden. Das „Abzeichen“ war in drei Leistungsstufen gegliedert.

## Verbandsorganisation

### Vorstand
Im LNV-Vorstand mit derzeit 17 Mitgliedern sind die großen Mitgliedsverbände mit Sitz und Stimme vertreten. Weitere Vorstandsmitglieder vertreten die LNV-Arbeitskreise oder werden von der Mitgliederversammlung direkt gewählt. Die Vorstandsmitglieder treffen sich regelmäßig und gewährleisten eine gemeinsame Ausrichtung des LNV.
Amtierender LNV-Vorsitzender ist seit dem 16. Mai 2015 Gerhard Bronner aus Donaueschingen, stellvertretende Vorsitzende sind Thomas Dietz aus Deizisau und Tilman Preuss aus Schrozberg.

### Arbeitskreise
Herzstück und Basis des Vereins sind die über 40 LNV-Arbeitskreise auf Stadt- und Landkreisebene in Baden-Württemberg, in denen aktive, ehrenamtliche Naturschützer verbandsübergreifend zusammenarbeiten, sich austauschen und über gemeinsame Stellungnahmen zu Anhörungsverfahren und Strategien beraten. Die LNV-Arbeitskreise handeln weitgehend selbständig im Rahmen einer vom LNV vorgegebenen Geschäftsordnung. Die Stellungnahmen dürfen nicht von den Leitlinien des LNV abweichen, die in den „LNV-Positionen zum Natur- und Umweltschutz“ von 2013 und in weiteren LNV-Positionspapieren festgelegt sind, und nicht im Widerspruch zu elementaren Positionen des Natur-, Umwelt- und Landschaftsschutzes stehen. Für Mitarbeiter der Arbeitskreise ist eine Mitgliedschaft in einem Mitgliedsverband nicht erforderlich.

### Referenten
Der LNV wird auf Landesebene von LNV-Referenten, einem ausgewählten Expertenkreis mit Fachleuten aus Verwaltung, Wissenschaft und aus den LNV-Mitgliedsverbänden, beraten.

### Geschäftsstelle
Die LNV-Geschäftsstelle in Stuttgart ist die einzige hauptamtliche verbandliche Einrichtung. Geschäftsführerinnen sind Christine Lorenz-Gräser und Anke Trube. Die LNV-Geschäftsstelle gewährleistet unter anderem die Organisation und Koordination der Vereinsarbeit und die fachliche und organisatorische Unterstützung von ehrenamtlichen Naturschützern.

## LNV-Ehrennadel
Der Landesnaturschutzverband hat sich der Förderung des Natur-, Umwelt- und Landschaftsschutzes in Baden-Württemberg verschrieben. Für herausragende Verdienste im Natur- und Umweltschutz verleiht der Verband seit 2004 die LNV-Ehrennadel zusammen mit einer Urkunde. Die Auszeichnung erfolgt in Anerkennung und Würdigung besonderer Verdienste um den Natur- und Umweltschutz.

## LNV-Stiftung
Die LNV-Stiftung wurde im Jahr 1986 gegründet und fördert Projekte im Natur- und Umweltschutz. Sie hilft vorwiegend bei der Kofinanzierung von Sachkosten bei Projekten ehrenamtlicher Naturschützer in Baden-Württemberg. Das Förderspektrum reicht vom Grunderwerb für naturschutzfachlich wertvolle Flächen über konkrete Artenschutz-Maßnahmen, wie etwa die Anlage von Stillgewässern für Amphibien, bis hin zu umweltpädagogischen Projekten. Über die Projektförderung entscheidet ein Stiftungsrat, bestehend aus dem LNV-Vorsitzenden Gerhard Bronner als Vorsitzenden, der LNV-Schatzmeisterin Regina Schmidt-Kühner als Stellvertreterin, LNV-Rechtsreferent Konrad Kramer sowie Ulrike Möck und Jürgen Schmidt als Repräsentanten des Natur- und Umweltschutzes. Geschäftsführerin der LNV-Stiftung ist Christine Lorenz-Gräser.
Seit ihrer Gründung hat die Stiftung rund 300 Naturschutzprojekte mit insgesamt über 300.000 € unterstützt.
Die Stiftung legt in zweijährigem Turnus Förderschwerpunkte fest. Dazu zählten bisher Naturpädagogik, Gewässer, erneuerbare Energie und Biotopverbundmaßnahmen. In den dazwischenliegenden Jahren steht die Förderung verschiedenen Projekten offen.
Anträge an die Stiftung können jeweils bis Ende April eines Jahres gestellt werden.

## Geschichte
Die Gründung des Landesnaturschutzverbandes fiel in eine umweltpolitisch bewegte Zeit: Der Europarat proklamierte 1966 das Jahr 1970 zum ersten Europäischen Naturschutzjahr. Erklärtes Ziel war es, der europäischen Bevölkerung durch großangelegte nationale Aufklärungs- und Bildungskampagnen ein Bewusstsein für die Umweltprobleme in Europa zu vermitteln. Das Europäische Naturschutzjahr 1970 war die erste europaweite Umweltkampagne mit über 200.000 Aktionen und gilt als Geburtsjahr der modernen Naturschutzbewegung in Europa. Alleine in Deutschland fanden über 500 Veranstaltungen statt.
Der damalige Präsident des Schwäbischen Albvereins, Georg Fahrbach, organisierte mit finanzieller Unterstützung des Landes Baden-Württemberg die Gründung einer „Aktionsgemeinschaft für das Europäische Naturschutzjahr 1970“, die aus verschiedenen Heimat-, Wander- und Naturschutzvereinen bestand. Die Vereinigung organisierte vor allem Veranstaltungen wie Vorträge, Filmvorführungen oder Diskussionsrunden mit Politikern im Naturschutzjahr. Gegen Ende des Jahres 1970 zeichnete sich bei den Verbänden jedoch der Wunsch ab, aus der lockeren und nur für einen konkreten Anlass ins Leben gerufenen Organisationsgemeinschaft einen dauerhaften Verbund mit fester Verbandsstruktur zu gestalten. Ausschlaggebend hierfür war der überwiegend negative Eindruck, den die Verbandsvertreter von den Bemühungen der Landesregierung für den Natur- und Umweltschutz hatten. Fast alle Verbände wünschten sich einen starken Landesnaturschutzverband mit einer wirksamen Vertretung in Stuttgart.
Aus der Erkenntnis heraus, dass Naturschutzverbände bei Entscheidungsträgern mehr Gehör finden, wenn sie ihre Kräfte bündeln und mit einer Stimme sprechen, kam es am 30. März 1971 zur offiziellen Gründung der „Aktionsgemeinschaft Natur- und Umweltschutz Baden-Württemberg e. V.“ (ANU) unter dem ersten Vorsitzenden Georg Fahrbach.
Im Jahr 1976 wurde die ANU vom Land Baden-Württemberg als Dachverband nach dem Landesnaturschutzgesetz anerkannt, die Anerkennung als Naturschutzverband nach dem Bundesnaturschutzgesetz erfolgte 1978. Durch die gesetzliche Anerkennung ist der Verein auch Sprachrohr kleinerer, nicht landesweit tätiger Mitgliedsverbände, die alleine keine gesetzlichen Mitwirkungsrechte bei Planungen und Vorhaben erlangen können. Seit einer Satzungsänderung im Jahr 1997 führt die Aktionsgemeinschaft den Namen „Landesnaturschutzverband Baden-Württemberg e. V.“ und ist unter diesem Namen im Vereinsregister Stuttgart eingetragen. Durch den Zusammenschluss überregionaler, regionaler und thematisch spezialisierter Vereine zu einem Dachverband erhöhte sich der Einfluss der Naturschutzverbände in Baden-Württemberg deutlich. Heute ist der LNV der vom Land Baden-Württemberg anerkannte Dachverband von 33 Natur- und Umweltschutzverbänden mit rund 540.000 Mitgliedern.

### Chronik
- 1971 Gründung der Aktionsgemeinschaft Natur- und Umweltschutz Baden-Württemberg
- 1971–1976 Vorsitzender Georg Fahrbach
- 1976 Anerkennung als Dachverband nach dem LNatSchG
- 1976–1983 Vorsitzender Willi Karl Birn
- 1979 Anerkennung als Naturschutzverband nach § 29 BNatSchG
- 1979 Beginn der Gründung von LNV-Arbeitskreisen zur Wahrnehmung der Anhörungsrechte nach dem BNatSchG
- 1983–1991 Vorsitzender Günther Reichelt
- 1986 LNV-Stiftung zur Förderung von Maßnahmen des Natur- und Umweltschutzes wird gegründet
- 1991–2000 Vorsitzender Michael Hassler
- 1999 Beginn der Veranstaltungsreihe „LNV-Zukunftsforum Naturschutz“. Das Zukunftsforum findet seither jährlich statt und greift aktuelle Themen auf
- 2000–2015 Vorsitzender Reiner Ehret
- 2003 Beginn der Auszeichnung herausragender Naturschützer mit der LNV-Ehrennadel
- 2015 – heute Vorsitzender Gerhard Bronner